# René Viviani
René Viviani (ur. 8 listopada 1863 w Sidi Bu-l-Abbas, zm. 7 września 1925 w Le Plessis-Robinson) – francuski polityk czasów III Republiki, premier Francji w pierwszym roku trwania I wojny światowej.
Viviani urodził się w 1863 roku w Sidi Bu-l-Abbas we francuskiej Algierii. W 1893 roku został wybrany do Zgromadzenia Narodowego. W parlamencie reprezentował piąty okręg Paryża. Funkcję posła pełnił do 1902 roku kiedy nie został wybrany na następną kadencje. Cztery lata później został wybrany do parlamentu z departamentu Creuse. Tego samego roku wszedł do gabinetu Georges'a Clemenceau.
Od początków swojej kariery politycznej związany z partią socjalistyczną. Viviani dzięki doskonałym zdolnościom oratorskim został szybko jednym z czołowych liderów partii. Pracował w ministerstwie oświaty w czasie kiedy szefem tego resortu był Gaston Doumergue. 
13 czerwca 1914 roku głosami 370 do 137 otrzymał wotum zaufania i objął tekę premiera Francji. Główną kwestią, z którą na początku się spotkał nowy premier, była zmiana prawa, które umożliwiało wprowadzenie trzyletniej służby wojskowej oraz przekazanie pożyczki w wysokości 1,8 miliarda franków na przygotowanie do wojny. Viviani poparł obie kwestie, które weszły w życie. W sierpniu 1914 roku wraz z wybuchem wojny z Niemcami, Rene Viviani zreorganizował rząd na potrzeby wojny. Sposobem rządzenia nie wyróżniał się od poprzedników. Po ponadpółtorarocznym rządzeniu Francją, 29 października 1915 roku został zastąpiony na tym stanowisku przez Aristide'a Brianda.
Viviani reprezentował Francję w Lidze Narodów w Genewie w roku 1920 i 1921. Był masonem, należał do loży Wielki Wschód Francji.
René Viviani zmarł w 1925 roku w Le Plessis-Robinson w wieku 61 lat.